# Steadiet
Steadiet (Fe3P) is een fase van staal in het eutecticum van ferriet en cementiet. Het bestaat uit ijzer en fosfor atomen, met andere worden het is essentieel dat in de staallegering genoeg fosfor aanwezig is om steadiet te vormen. Als we vanuit een smelt (q) van ijzer met 4,3% koolstof langzaam afkoelen, dan ontstaat ledeburiet (b) als eutecticum van austeniet en cementiet. Als we verder traag blijven koelen, dan zet het austeniet zich om naar ferriet en krijgen we steadiet tussen gebied k en g.
Steadiet is een belangrijk bestanddeel van sommige gietijzers. Als we een smelt van 2,5 tot 3,7% koolstof afkoelen, dan ontstaat een smelt met austeniet erin (p). Als we nog verder koelen, dan krijgen we austeniet dendrieten met ertussen ledeburiet (k). Als we nog verder traag koelen, dan kunnen onder 700 °C de austenietnaalden zich omzetten in ferriet. Zo ook kan het ledeburiet tussen de naalden zich omzetten in steadiet. Zo komen we in vak g.
Legeringselementen beïnvloeden net als de snelheid van afkoeling en grootte van het stuk de al dan niet omzettingen van austeniet naar ferriet, zowel in de dendrieten als ertussen. De structuur is onder een microscoop zichtbaar.